# Coyotepec (kommun i Mexiko, Puebla)
Coyotepec är en kommun i Mexiko.   Den ligger i delstaten Puebla, i den sydöstra delen av landet, 180 km sydost om huvudstaden Mexico City. Antalet invånare är 2 339. Arean är 103 kvadratkilometer.
Terrängen i Coyotepec är kuperad åt sydost, men åt nordväst är den platt.